# Mycetina rufipennis
Mycetina rufipennis là một loài bọ cánh cứng trong họ Endomychidae. Loài này được Motschulsky miêu tả khoa học năm 1860.